# Neohydnobius brevis
Neohydnobius brevis – gatunek chrząszcza z rodziny grzybinkowatych i podrodziny Leiodinae.
Gatunek ten opisany został po raz pierwszy w 1962 roku przez René Gabriela Jeannela.
Chrząszcz o ciele długości około 1,6 mm. Głowa ma brązowe ubarwienie i niezmodyfikowaną, pozbawioną wykrojenia wargę górną. Przedplecze jest żółte, pokryte słabo widoczną mikrorzeźbą. Punktowanie na brązowej barwy pokrywach rozmieszczone jest w wyraźnych, prostych rzędach podłużnych. Odnóża mają na goleniach drobne kolce. U obu płci stopy przedniej pary mają pięć, a pozostałych par cztery człony. Genitalia samca cechuje edeagus o szerokim, nieprzekraczającym szczytów paramer, na wierzchołku wypukłym i szeroko zaokrąglonym płacie środkowym.
Owad neotropikalny, endemiczny dla Chile.